# Slaughtered Vomit Dolls
Slaughtered Vomit Dolls é um filme de terror psicológico, surrealista e exploitation de 2006, escrito e dirigido por Lucifer Valentine. O próprio afirmou que o "vomit gore" é um novo subgênero de filmes. O filme teve diversos DVD's produzidos e a sua estreia nos cinemas em 14 de fevereiro de 2006 foi limitada ao público. O filme foi feito sob um roteiro bastante pobre, e consiste básicamente em cenas aleatórias envolvendo Angela Aberdeen, uma prostitura bulímica.
Slaughtered Vomit Dolls faz parte do Vomit Gore Trilogy, uma trilogia de filmes do gênero "vomit gore", e é sucedido por ReGOREgitated Sacrifice, de 2008 e Slow Torture Puke Chamber, de 2010. Um quarto filme "vomit gore" —intitulado Vomit Gore 4: Black Mass of the Nazi Sex Wizard.— foi lançado em 2015. Mais recentemente, em maio de 2020, uma antologia dos filmes, The Angela Chapters foi lançada.

## Sinopse
Angela Aberdeen (interpretada por Ameara Lavey, falecida em 2017) é uma adolescente fugitiva que sofre de bulimia. A fim de conseguir dinheiro, começa a trabalhar como prostituta. Conforme sua bulimia piora, Angela começa a ter uma série de visões alucinantes envolvendo as mortes das suas colegas, também prostitutas.

## Elenco
- Amera LaVey como Angela Aberdeen †
- Pig Lizzy
- Maja Lee
- Princess Pam
- Miss Pussy Pants
- Allen Nasty
- Hank Skinny

## Crítica
JoBlo.com criticou Slaughtered Vomit Dolls, dizendo que enquanto estavam curiosos para saberem o que o diretor faria a seguir, "o filme falhou miseravelmente em entreter, chocar ou remeter a qualquer ideia de novela." HorrorNews.net também escreveu um crítica negativa, criticando o filme e afirmando que "Se você quer ver um filme com uma história linear, não veja esse filme. Se você está cansado de ver mulheres sendo constantemente insultadas e mal tratadas, não veja essa filme. Se vômito não é a sua praia, então não veja esse filme."DVD Talk fez um review da trilogia como um todo e deu na maioria, críticas positivas, dizendo que o filme não vai agradar qualquer espectador e que "para os fãs de horror que querem ver algo diferente, algo que misture arte, sexo, violência, gore e surrealismo e não se intimidam com o trabalho de Valentine, vale a pena assistir essa franquia."